# Rainbow (álbum de Kesha)
Rainbow é o terceiro álbum de estúdio da artista musical estadunidense Kesha. Seu lançamento ocorreu no dia 11 de agosto de 2017, através das gravadoras Kemosabe Records e RCA Records. Em 5 de julho de 2017, a cantora anunciou via Instagram que lançaria um single, intitulado "Praying". A canção foi distribuída junto a seu vídeo musical acompanhante e a pré-venda do disco no dia seguinte.

## Antecedentes e gravação
A composição de Rainbow começou durante e após a internação de Kesha numa clínica de reabilitação, durando entre janeiro de 2014 à outubro de 2016. Nesse meio-tempo, artista subiu ao palco do DJ  Zedd no festival Coachella para cantar "True Colors", faixa-título do segundo álbum do produtor. Marcando a primeira apresentação pública de alta visibilidade da cantora desde sua contínua batalha legal com o Dr. Luke. A versão de estúdio da música foi lançada como single em 29 de abril de 2016. No verão boreal de 2016, a artista embarcou em sua terceira turnê mundial, intitulada Kesha and the Creepies: Fuck the World Tour. A digressão começou em 23 de julho de 2016 em Las Vegas e encerrou em 22 de julho de 2017 em Indiana. O repertório da excursão incluía diversos covers, além de suas músicas de sucesso rearranjadas em versões rock e country. Durante esse período, foi revelado que Kesha havia gravado 22 faixas por conta própria e as entregado a sua gravadora. Mais tarde foi anunciado que a cantora estava no processo de gravação de um terceiro álbum de estúdio.

## Recepção

### Crítica profissional
| Críticas profissionais | Críticas profissionais |
| Pontuações agregadas   | Pontuações agregadas   |
| Fonte                  | Avaliação              |
| ---------------------- | ---------------------- |
| Metacritic             | 81/100                 |
| Avaliações da crítica  |                        |
| Fonte                  | Avaliação              |
| Allmusic               | 4 de 5 estrelas.       |
| NME                    | 4 de 5 estrelas.       |
| Pitchfork Media        | 6.8 de 10 estrelas.    |
| Rolling Stone          | 4 de 5 estrelas.       |
| Slant Magazine         | 3.5 de 5 estrelas.     |
| The A.V. Club          | (B+)                   |
| The Guardian           | 4 de 5 estrelas.       |
| The Independent        | 4 de 5 estrelas.       |

O portal Metacritic, com base em 37 resenhas recolhidas, concedeu ao álbum uma média de 81 pontos, de uma escala que vai até cem, indicando "aclamação universal".

## Lista de faixas
| N.º            | Título                                                       | Compositor(es)                                                 | Produtor(es)                               | Duração |  |
| 1.             | "Bastards"                                                   | Kesha Sebert                                                   | Ricky Reed Drew Pearson Nate Mercereau [B] | 3:51    |  |
| 2.             | "Let 'em Talk" (com Eagles of Death Metal)                   | K. Sebert Stuart Crichton James Newman                         | Crichton                                   | 3:05    |  |
| 3.             | "Woman" (com The Dap-Kings Horns)                            | K. Sebert Andrew Pearson Stephen Wrabel                        | Brody Brown Pearson                        | 3:16    |  |
| 4.             | "Hymn"                                                       | K. Sebert Eric Frederic Jonny Price Cara Salimando Pebe Sebert | Reed Price                                 | 3:25    |  |
| 5.             | "Praying"                                                    | K. Sebert Ryan Lewis Ben Abraham Andrew Joslyn                 | Lewis                                      | 3:50    |  |
| 6.             | "Learn to Let Go"                                            | K. Sebert Crichton P. Sebert                                   | Reed Crichton                              | 3:37    |  |
| 7.             | "Finding You"                                                | K. Sebert Frederic Justin Tranter                              | Reed                                       | 2:52    |  |
| 8.             | "Rainbow"                                                    | K. Sebert                                                      | Ben Folds                                  | 3:38    |  |
| 9.             | "Hunt You Down"                                              | K. Sebert Rick Nowels                                          | Nowels                                     | 3:17    |  |
| 10.            | "Boogie Feet" (com Eagles of Death Metal)                    | K. Sebert Pearson P. Sebert                                    | Pearson                                    | 2:53    |  |
| 11.            | "Boots"                                                      | K. Sebert Frederic Tranter Rogét Chahayed                      | Reed Chahayed [A] Mercereau [A]            | 3:03    |  |
| 12.            | "Old Flames (Can't Hold a Candle to You)" (com Dolly Parton) | P. Sebert Hugh Moffatt                                         | Kesha P. Sebert                            | 4:26    |  |
| 13.            | "Godzilla"                                                   | P. Sebert Claire Wilkinson Nathan Chapman                      | Reed Pearson                               | 2:08    |  |
| 14.            | "Spaceship"                                                  | K. Sebert Pearson P. Sebert                                    | Pearson                                    | 5:15    |  |
| Duração total: | Duração total:                                               | Duração total:                                                 | Duração total:                             | 48:36   |  |

| Edição deluxe  |                |                          |                |         |  |
| N.º            | Título         | Compositor(es)           | Produtor(es)   | Duração |  |
| 15.            | "Emotional"    | K. Sebert Pearson Wrabel | Pearson        | 3:44    |  |
| Duração total: | Duração total: | Duração total:           | Duração total: | 52:20   |  |

Notas
A  - denota co-produtores
B  - denota produtores adicionais

## Desempenho nas tabelas musicais

### Posições
| Tabela musical (2017)                                  | Melhor posição |
| ------------------------------------------------------ | -------------- |
| Alemanha (Media Control Charts)                        | 33             |
| Austrália (ARIA Charts)                                | 3              |
| Bélgica (Ultratop 50 da Flandres)                      | 17             |
| Bélgica (Ultratop 40 da Valônia)                       | 56             |
| Brasil (Billboard Brasil)                              | 1              |
| Canadá (Canadian Albums Chart)                         | 1              |
| Coreia do Sul (Gaon Music Chart)                       | 3              |
| Escócia (The Official Charts Company)                  | 4              |
| Estados Unidos (Billboard 200)                         | 1              |
| Finlândia (IFPI Finlândia)                             | 26             |
| França (Syndicat National de l'Édition Phonographique) | 2              |
| Irlanda (Irish Recorded Music Association)             | 2              |
| Itália (Federazione Industria Musicale Italiana)       | 39             |
| Noruega (VG-lista)                                     | 13             |
| Países Baixos (MegaCharts)                             | 10             |
| Nova Zelândia (Recorded Music NZ)                      | 4              |
| Reino Unido (UK Albums Chart)                          | 4              |
| Chéquia (IFPI Česká Republika)                         | 55             |
| Suécia (Sverigetopplistan)                             | 25             |
| Taiwan (Five Music)                                    | 2              |

## Histórico de lançamento
| País  | Data                 | Formato                            | Gravadora             |
| ----- | -------------------- | ---------------------------------- | --------------------- |
| Mundo | 11 de agosto de 2017 | CD disco de vinil download digital | Kemosabe RCA Kemosabe |
| Japão | 16 de agosto de 2017 | CD                                 | Sony Music            |